# Urolophus mitosis
Urolophus mitosis är en rockeart som beskrevs av Last och Martin F. Gomon 1987. Urolophus mitosis ingår i släktet Urolophus och familjen Urolophidae. IUCN kategoriserar arten globalt som livskraftig. Inga underarter finns listade i Catalogue of Life.